# Бугузунский источник
Бугузу́нский источник (алт. Јуҥмалу) — водный источник в Алтайских горах, находится в Кош-Агачском районе Республики Алтай. Памятник природы Республики Алтай. Впервые статус памятника природы был присвоен постановлением Алтайского краевого совета в 1978 году, современный статус установлен постановлением Правительством Республики Алтай и дополнен дальнейшими постановлениями.

## Местонахождение
Источник находится в долине реки Аккаялу-Озек, левого притока реки Бугузун в 5,1 км от устья. Расстояние до ближайшего населённого пункта — села Кокоря — 40 километров в юго-западном направлении. Автомобильная дорога грунтовая, без покрытия, проезд по которой возможен только на автомобилях повышенной проходимости. Трудности в дороге представляют многочисленные броды и крутые подъёмы.

## Описание

### Тип родника
Источник находится вблизи зоны разлома, разделяющий известняки от вулкагенновой толщи. Трещинно-карстовые воды рассредоточено истекают к подошве выхода кореных марморизированных известняков. Ручей образуют стекающиеся воды от трёх мощных источников, приуроченных к участку рассредоточенного выхода. Родник каптирован тремя стальными трубами, по которым забирается вода для приема ванн, в оборудованы домиках. Высота над уровнем моря — 2381 м.

### Гидродинамический и температурный режим
Источники действуют сезонно, с июня по октябрь. Суммарный максимальный дебит всего комплекса может достигать — 0,6 м³, средний суммарный дебит — 0,3 м³. Температура воды при этом — 6 °C.

### Качественный состав вод
Минерализация воды — 0,21 г/дм³, вода слабощелочная, с pH = 7,8; мягкая с жесткостью 2,6-2,7 мгэкв/дм³, гидрокарбонатный, магниево-кальциевый.
Состав воды меняется в течение сезона. Весной и летом — натриево-кальциевый, в осенний период — магниевокальциевый.
В водах родника устанавливаются в мг/дм³:
- железо — 36
- марганец — 3,2
- цинк — 2,6
- ртуть — 0,03
- мышьяк — 0,73
- литий — 1,6

Из биогенных компонентов в воде обнаружены: фтор — 0,02 мг/дм³, двуокись кремния — 2,0 мг/дм³, йод в концентрациях 0,0002 мг/дм³. Загрязнители азотной группы присутствую в вводе в незначительных концентрациях, намного ниже ПДК: аммоний — 0,01 мг/дм³, нитриты — ниже предела обнаружения, нитраты — 2,8 мг/дм³.
Вода отвечает нормам СанПиН 2.1.4.1074-01 по определённым показателям для питьевых целей.
По нормативам физиологической полноценности вода в источнике имеет оптимальный диапазон по минерализации (0,35 г/дм³), бикарбонатам (195,2 мг/дм³), кальцию (38,0 мг/дм³), магнию (12,16 мг/дм³), натрию с калием (82,67 мг/дм³) хлоридам (3,2 мг/дм³), сульфатам (20,39 мг/дм³). По приведённым показателям воды источника соответствуют нормативам качества расфасованных высшей категории. По натрию с калием — 1 категории. Но данная вода не оптимальна по фторидам (0,02 мг/дм³), йоду (0,0002 мг/дм³).

### Качество вод
По «Классификации минеральных вод и лечебных грязей для целей их сертификации» (Минздрав России, методические указания № 2000/340) воды источника относятся к минеральным природным столовым водам и представляют ценность как природные пресные воды, которые могут быть использованы для питья, приготовления пищи, для целей розлива без специальной реагентной водоподготовки.

## Традиционное использование
Источник традиционно используется местными жителями в лечебных целях. Традиционные взгляды основываются на том, что за излечением стоит не сам состав вод, но различные силы, которые действуют напрямую и через природные объекты. Таким как например вода. Для того, чтобы «духи» и далее не прекращали давать силу воде, необходимо «правильно» вести себя в таком месте, благожелательно общаться с духом места, приносить дары. Именно поэтому на веточки близлежащих кустов привязаны жертвенные ленточки дьалама.

## Инфраструктура
В виду труднодоступности местности и сурового климата (безморозный период всего 68 суток) рекреационный потенциал источника весьма невысок. Но тем не менее на источнике имеются домики для приёма гостей, оборудованы места для отдыха.